# Ayacucho (Boconó)
Pour les articles homonymes, voir Ayacucho (homonymie).
Ayacucho est l'une des douze paroisses civiles de la municipalité de Boconó dans l'État de Trujillo au Venezuela. Sa capitale est Batatal.

## Environnement
La paroisse civile est en partie couverte, sur sa portion méridionale, par le parc national Guaramacal.